# Новоросійська військово-морська база
Новоросійська військово-морська база (військова частина 99608) — оперативно-тактичне територіальне об'єднання у складі Чорноморського флоту в Цемеській затоці у порту Новоросійська.

## Історія створення
Новоросійська військово-морська база це наймолодше об'єднання Військово-Морського Флоту Росії на кавказькому узбережжі  Чорного моря.
Історія бази пов'язана з виникненням Новоросійського торгового порту на північно-східному узбережжі Чорного моря біля Цемеської затоки, що не замерзає. Попередником цієї бази був Новоросійський військовий порт під командуванням капітана 2-го рангу З. Я. Якушева, сформований наказом командувача Чорноморським флотом у другій половині 1916 року. Саме на його базу було евакуйовано Чорноморський флот при наступі німців на Крим у квітні 1918 року і тут він був частково затоплений за наказом В. І. Леніна в червні 1918 через загрозу захоплення.
У період Російської громадянської війни Новоросійський військовий порт також існував у 1918-1920 роках як формування флоту «білих» на Чорному морі, тоді їм командували капітан 2 рангу Потьомкін Володимир Миколайович, контр-адмірали Кликов Олександр Михайлович і Вяткін Федір Олексійович. На його основі здійснювалася погано організована Новоросійська евакуація ЗСПР .
У Радянській Росії перша база була сформована у липні 1920 року. До її складу увійшли: військовий порт, 36 кораблів і суден, ланка гідроавіації, Новоросійський укріплений район, флотський напівекіпаж, судно-підйомна партія та різні берегові установи. Кораблі та частини бази брали участь у розгромі білогвардійської армії Врангеля у Криму та звільненні Радянською Армією Закавказзя. Після завершення Громадянської війни база була значно скорочена.
Наприкінці 1930-х років у зв'язку з загостренням міжнародної обстановки склад бази поступово збільшувався. У 1940 році вона включала: з'єднання кораблів охорони водного району, частини берегової артилерії та різноманітні служби забезпечення. На Новоросійську військово-морську базу базувався дивізіон підводного човна, загін торпедних катерів.
Перед початком Німецько-радянської війни, у грудні 1940, Новоросійській ВМБ надається повний статус. Наказом Командувача ЧФ від 29 січня 1941 року була визначена штатна структура з управлінням і штабом бази.
Було розгорнуто: дивізіони кораблів охорони водного району, навчальний дивізіон підводних човнів, загін торпедних катерів, частини берегової артилерії та тилу, які становлять основні сили об'єднання.
З початком Німецько-радянської війни 1941-1945 років, кораблі та підрозділи Новоросійської військово-морської бази розпочали бій, ставши опорним пунктом підтримки обложених гарнізонів Одеси та Севастополя. Кораблі та частини Новоросійської ВМБ у грудні 1941 року брали найактивнішу участь у Керченсько-Феодосійській десантній операції. У першій половині 1942 ріка вони забезпечували морські перевезення та евакуацію військ з обложеного Севастополя та з Керченського півострова.
В результаті запеклих боїв у вересні 1942 року радянські війська залишили більшу частину Новоросійська. Штаб бази та її основні сили були передислоковані в Геленджик. Звідти у вересні 1943 а були здійснені висадки морських десантів на Малу землю і в Південну Озерейку при звільненні міста. Героїзм виявили морські піхотинці, що зайняли в лютому 1943 року під командуванням майора Цезаря Кунікова плацдарм у районі Станички, названий згодом Малою Землею. Моряки на чолі з командиром бази капітаном 1 рангу Г. М. Холостяковим відстояли місто і були одними з перших його визволителів.
З вересня 1943 року, коли Новоросійськ було звільнено від німецьких частин, почалася багаторічна боротьба з мінною небезпекою. Внаслідок тралення в акваторії порту було знищено понад 40 неконтактних мін.
У квітні 1947 року Новоросійська ВМБ була розформована і перетворена в Управління охорони водного району Новоросійська (у літературі зустрічаються твердження, що вона була розформована у вересні 1944 року), або «незабаром після війни»). Потім з 1950 по 1960 роки з'єднання іменувалося 109-ї бригадою охорони водного району, а після її розформування в ході хрущовського скорочення Збройних сил Новоросійськ на тривалий час став Військово-морським районом тилового базування Чорноморського флоту .

### Повторна реорганізація
В 1991 році, внаслідок розпаду СРСР утворилися дві нові незалежні держави в Азово-Чорноморському басейні — Україна та Грузія. До 1991 року основні сили Чорноморського флоту базувалися саме в Україні та Грузії. Громадянська війна в Грузії, проблеми з поділом та розміщенням російської частини флоту в Криму змусили командування серйозно замислитись про використання Новоросійська як пункту базування флоту.
Постановою № 1011-47 «Про формування Новоросійського військово-морського району (НВМР) та створення системи базування сил Військово-Морського Флоту на території Краснодарського краю» 8 вересня 1994 року Уряд Російської Федерації визначив статус відродженого Новоросійського військово-морського з'єднання. У листопаді 1994 року Головнокомандувач ВМФ РФ затвердив склад сил Новоросійського військово-морського району, а в березні 1995 року був затверджений штат управління НВМР. Першим командиром НВМР став контр-адмірал Орлов Євген Васильович, згодом віце-адмірал, заступник командувача Чорноморського флоту.
Наказом Головнокомандувача ВМФ № 253 від 15 липня 1996 року встановлено щорічне свято Новоросійського ВМР - 8 вересня.
Директивою начальника Генерального штабу Збройних сил від серпня 1997 року Новоросійський військово-морський район було перетворено на Новоросійську військово-морську базу Чорноморського флоту. Відтворення Новоросійської військово-морської бази відбулося через 50 років після її останнього розформування.
Основні завдання НВМБ - сприяння силам Південного військового округу на приморському напрямку, охорона державного кордону Росії у взаємодії з силами прикордонних військ, забезпечення розгортання сил флоту, а також забезпечення військових морських перевезень.

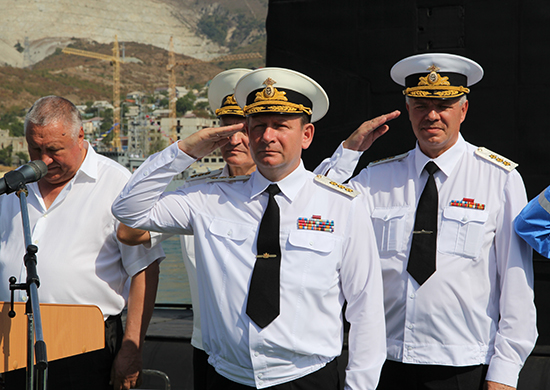
Головком ВМФ РФ Чірков В.В. та командувач ЧФ РФ Вітко О.В. на церемонії зустрічі підводного човна «Новоросійськ» на Новоросійській військово-морській базі. 21 вересня 2015

Зона відповідальності Новоросійської ВМБ простягається від кордонів із Грузією на Чорному морі до кордонів з Україною на Азовському морі.
У Новоросійську дислокуються сполуки, що мають у своєму складі протичовнові та протимінні кораблі, пошуково-рятувальні та гідрографічні судна, частини тилу та судноремонту. Берегову оборону забезпечують частини берегових військ та морської піхоти, інженерні підрозділи.

## Командири Новоросійської військово-морської бази

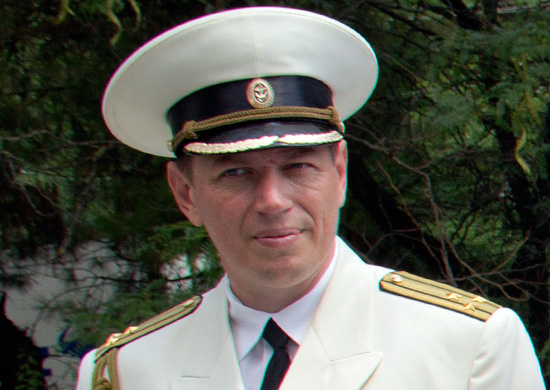
Командир
Новоросійської військово-морської бази
контр-адмірал Олег Шастов

Під час Німецько-радянської війни (1941-1945 років) базою командували:
- капітан 1 рангу Александров Олександр Петрович (червень 1940 - липень 1941)
- капітан 1 рангу Фролов Олександр Сергійович (липень - вересень 1941);
- контр-адмірал Холостяков Георгій Микитович (вересень 1941 - березень 1944);
- контр-адмірал Александров Олександр Петрович (березень 1944 - грудень 1944);
- капітан рангу Зубков Олександр Іларіонович (грудень 1944 - серпень 1945).

Командири бази часів РФ:
- віце-адмірал Орлов Євген Васильович (1997-2001),
- віце-адмірал Рогатін Володимир Іванович (2001-2004),
- віце-адмірал Мєняйло Сергій Іванович (2004-2009),
- контр-адмірал Липинський Анатолій Іванович (2009-2010),
- контр-адмірал Турилін Олександр Васильович (2010-2011),
- контр-адмірал Пінчук Сергій Михайлович (2011-2014),
- контр-адмірал Шастов Олег Миколайович (2014-2019),
- контр-адмірал Кочемазов Віктор Миколайович (з 2019).

## Начальники штабу Новоросійської військово-морської бази
- капітан 2 рангу Грозний B.C. (1941),
- капітан 1 рангу Холостяков Георгій Микитович (1941),
- Віце-адмірал Григор'єв Віссаріон Віссаріонович (1941-1942),
- капітан 1 рангу Свердлов Аркадій Володимирович (1943),
- контр-адмірал Санько Іван Федорович (1997-1998),
- контр-адмірал Халайчев Євген Георгійович (1998-2001),
- контр-адмірал Безмельцев Олександр Вікторович (2001-2004),
- контр-адмірал Мєняйло Сергій Іванович (2004-2005),
- контр-адмірал Суров Олексій Борисович (2005-2007),
- капітан 1 рангу Крилов Євген Георгійович (2007-2011),
- капітан 1 рангу Шастов Олег Миколайович (2011-2014),
- Капітан 1 рангу Смирнов В.А. (2014-2017),
- Капітан 1 рангу Пєшкуров Олег Іванович (2017-2021),
- капітан 1 рангу Єфремов Дмитро Леонідович (з 2021).